# Bobbie Eakes
Bobbie Diane Eakes (Warner Robins (Georgia), 25 juli 1961) is een Amerikaanse actrice. Voor ze haar acteercarrière begon was ze Miss Georgia 1982.
Ze is het best bekend voor haar rol van Macy Alexander Forrester in The Bold and the Beautiful die ze van 1989 tot 2000 speelde. In 2001 maakte ze één gastoptreden en van 2002 tot 2003 speelde ze de rol opnieuw voltijds. Macy is de liefde van Thorne Forrester en naast Darla zowat het enige personage dat lang meedraait in de serie en dat niet verliefd wordt op Ridge maar op zijn broer Thorne. Ze kampte al verschillende malen met een alcoholverslaving. In de serie werd ze ook een grote ster als zangeres, vergezeld door Thorne (Jeff Trachta).
In 2000 was de rol van Macy op en overleed ze in een ongeluk met een tankwagen. In 2002 keerde ze echter terug naar de show om ongeveer een jaar later een ongeluk te krijgen tijdens een optreden van haar. Ze overleed dus voor de tweede keer. Eakes nam de rol van Krystal Carey aan in de soap All My Children.

## Cinematografie

### Televisie
- George & Tammy als Nan Smith (2022)
- A Christmas Open House als Janice (2022, tv-film)
- P-Valley als Delta (2022)
- Tainted Dreams als Courtney Parish (2014–2017)
- The Grove als Katherine (2013, tv-film)
- Fumbling Thru the Pieces als Crystal (2012)
- A Christmas Wedding Tale als Hillary (2011, tv-film)
- Who Is Billie Mackenzie? als Mrs. Mackenzie (2011)
- All My Children als Krystal Carey Chandler Martin Hayward (2003–2011)
- Sordid Lives: The Series als Daniella (2008)
- One Life to Live als Krystal Carey (2004–2005)
- The Division als Ms. Emberly (2004)
- The Bold and the Beautiful als Macy Alexander (1989–2000, 2001, 2002–2003)
- Doc als Molly Campbell (2001)
- JAG als Annabel Hart (2001)
- Days of our Lives als Marchioness of La Cienega (2001)
- Land's End als Stephanie Wade (1995)
- Full House als Diane (1989)
- 21 Jump Street als Bobbie (1989)
- The Wonder Years als Bookstore Clerk (1988)
- Cheers als Laurie Drake (1988)
- Jake and the Fatman als April Blue (1987)
- Falcon Crest als Dating Girl (1987)
- Werewolf als Margaret (1987)
- Matlock als Joanne Leigh (1986)

### Film
- Our Little Secret als Cheryl (2024)
- The Crickets Dance als Janice (2020)
- The Bellmen als Catherine (2020)
- Distortion als Pam Walters (2017)
- The Diamond in the Desert als Newscaster (2015, kortfilm)
- Southern Baptist Sissies als Mark's mother (2013)
- Sunny and RayRay als Abilene (2013)
- Charlie's War als Caroline Lewis (2003)
- Choosing Matthias als Kay (2001)
- A Gift from Heaven (1994)

## Discografie

### Singles
| Single met eventuele hitnotering(en) in de Nederlandse Top 40 | Datum van verschijnen | Datum van binnenkomst | Hoogste positie | Aantal weken | Opmerkingen      |
| ------------------------------------------------------------- | --------------------- | --------------------- | --------------- | ------------ | ---------------- |
| Heaven's just a step away                                     |                       | 11-12-1993            | 15              | 7            | met John McCook  |
| What's forever for                                            |                       | 14-5-1994             | tip             |              | met Jeff Trachta |
| Love to love you                                              |                       | 15-10-1994            | 38              | 2            | met Jeff Trachta |